# Дешмукх, Ритеш
Ритеш Дешмукх (маратхи रितेश देशमुख, англ. Riteish Deshmukh, род. 17 декабря 1978, Латур, Индия) — индийский актёр и продюсер, который снимается в фильмах на хинди и маратхи.

## Биография
Ритеш родился в городе Латур в семье политика Виласрао Дешмукха и его жены Вайшали. У него есть два брата: старший — Амит и младший — Дхирадж, оба — политики.
Он учился в G D Somani Memorial School и получил степень архитектора в Kamla Raheja College of Architecture, а после учёбы практиковался в зарубежной компании.
В 2003 году он дебютировал в фильме Tujhe Meri Kasam вместе с ещё одной дебютанткой Женелией Де Соузой.
В 2004 году вышел фильм «Отрываясь по полной», где его партнёрами стали начинающие актёры Вивек Оберой и Афтаб Шивдасани. Фильм имел коммерческий успех, а его роль принесла ему несколько наград. В следующем году он снялся в комедии «Крутая компания» вместе с Тусшаром Капуром. Фильм также заработал коммерческий успех и положительную оценку критиков и зрителей.
В 2006 году вышел фильм «Наша мечта деньги», где он сыграл мошенника из Гоа, который мастерски перевоплощается в разных людей. Фильм имел коммерческий успех.
В 2009 году вышел фильм «Алладин», сюжет которого разворачивался в современных реалиях, что однако не спасло его от кассового провала.
В 2012 году Ритеш вновь разделил экран с Женелией, на которой к тому времени успел жениться, в фильме «Узелок на память», который имел коммерческий успех несмотря на маленький бюджет.
В следующем году он впервые выступил в качестве продюсера, выпустив фильм на маратхи Balak Palak. После успеха фильма Ритеш объявил, что планирует ремейк на хинди.
В 2014 году с его участием вышел фильм «Двойники», который называют одним из худших фильмов в истории кино, несмотря на негативную оценку имевший коммерческий успех, собрав 86 крор. В другом фильме того же года Ek Villain, Ритеш впервые в карьере сыграл роль антагониста. В том же году он дебютировал в маратхоязычном фильме Lai Bhaari, который стал одним из самых кассовых фильмов в истории кинематографа на маратхи.
Следующие годы фильмы Ритеша часто сопровождали кассовые провалы, включая вышедшие в 2017 году фильмы Bank Chor, Banjo и Bangistaan. Единственным успешным фильмом за последние 2 года стал «Полный дом 3».
Сейчас актёр занят на съёмках маратхиязычного фильма Mauli.

## Личная жизнь
В 2012 году женился на Женелии Де Соуза, с которой встречался долгие годы. Свадьба прошла сначала по индуистким традициям, затем по христианским. В ноябре 2014 года у пары родился сын Риан, а в июне 2016 года — Рахил.

## Фильмография
| Год  |   | Русское название                      | Оригинальное название     | Роль                              |
| ---- | - | ------------------------------------- | ------------------------- | --------------------------------- |
| 2003 | ф |                                       | Tujhe Meri Kasam          | Риши                              |
| 2003 | ф |                                       | Out of Control            | Jaswinder                         |
| 2004 | ф | Отрываясь по полной                   | Masti                     | Амар                              |
| 2004 | ф | Преступная ложь                       | Bardaasht                 | Анудж Шривастав                   |
| 2004 | ф | Вдохновение танца                     | Naach                     | Вир                               |
| 2005 | ф | Крутая компания                       | Kyaa Kool Hai Hum         | Каран Пандей                      |
| 2005 | ф | Мужчина?... Женщина!                  | Mr Ya Miss                | Шекхар                            |
| 2005 | ф | Король блефа                          | Bluffmaster!              | Адитья Шривастав (Дитту)          |
| 2006 | ф |                                       | Fight Club - Members Only | Somil Sharma                      |
| 2006 | ф | Счастливый случай                     | Malamaal Weekly           | Канхайя                           |
| 2006 | ф | Ничего не бойся 2                     | Darna Zaroori Hai         | Алтаф                             |
| 2006 | ф | Наша мечта деньги                     | Apna Sapna Money Money    | Кишен / Сания                     |
| 2007 | ф | В погоне за удачей                    | Cash                      | Лаки                              |
| 2007 | ф | Здравствуй, Лондон                    | Namastey London           | Бобби Беди                        |
| 2007 | ф | Когда одной жизни мало                | Om Shanti Om              | камео в песне «Deewangi Deewangi» |
| 2007 | ф | Привет, малышка!                      | Heyy Babyy                | Танмай Джоглекар / Эдди Тедди     |
| 2007 | ф | За ста миллионами                     | Dhamaal                   | Рой                               |
| 2008 | ф | Дай пять                              | De Taali                  | Паглу / Пареш                     |
| 2008 | ф | Чамку                                 | Chamku                    | Арджун                            |
| 2009 | ф | Не беспокоить!                        | Do Knot Disturb           | Говардан                          |
| 2009 | ф | Аладин                                | Aladin                    | Аладин Чаттерджи                  |
| 2010 | ф | Битва телеканалов                     | Rann                      | Пураб Шастри                      |
| 2010 | ф | Знать бы, откуда пришла               | Jaane Kahan Se Aayi Hai   | Раджеш Парекх                     |
| 2010 | ф | Полный дом                            | Housefull                 | Бабу Рао (Боб)                    |
| 2011 | ф | Ф.А.Л.Т.У                             | F.A.L.T.U                 | Баджирао                          |
| 2011 | ф | Двойная забава                        | Double Dhamaal            | Рой / Ли / Тукия / Хира           |
| 2012 | ф | Нас связала любовь / Узелок на память | Tere Naal Love Ho Gaya    | Вирен Чаудхари / Чхоту            |
| 2012 | ф | Полный дом 2                          | Housefull 2               | Джвала / Джолли                   |
| 2012 | ф | Какие же мы крутые                    | Kyaa Super Kool Hain Hum  | Сид                               |
| 2013 | ф | Забава и игры 2 / Грандиозное веселье | Grand Masti               | Амар Саксена                      |
| 2013 | ф | Отважный                              | Himmatwala                | настоящий Рави                    |
| 2014 | ф | Большой переполох                     | Entertainment             | Сарал Мондал                      |
| 2014 | ф | Двойники                              | Humshakals                | Кумар                             |
| 2014 | ф | Список желаний / Один злодей          | Ek Villain                | Ракеш Махадкар                    |
| 2014 | ф |                                       | Lai Bhaari (мар.)         | Маули / Принц                     |
| 2015 | ф | Бангистан                             | Bangistan                 | Хафиз бин Али / Ишварчанд Шарма   |
| 2016 | ф | Полный дом 3                          | Housefull 3               | Тедди                             |
| 2016 | ф | Полный отрыв                          | Great Grand Masti         | Амар Саксена                      |
| 2016 | ф | Банджо                                | Banjo                     | Тарат                             |
| 2017 | ф |                                       | Bank Chor                 | Champak                           |
| 2018 | ф |                                       | Mauli (мар.)              | Маули                             |
| 2019 | ф |                                       | Total Dhamaal             | Lallan                            |
| 2019 | ф |                                       | Marjaavaan                |                                   |
| 2019 | ф |                                       | Housefull 4               |                                   |